# قائمة البعثات الدبلوماسية في بلغاريا

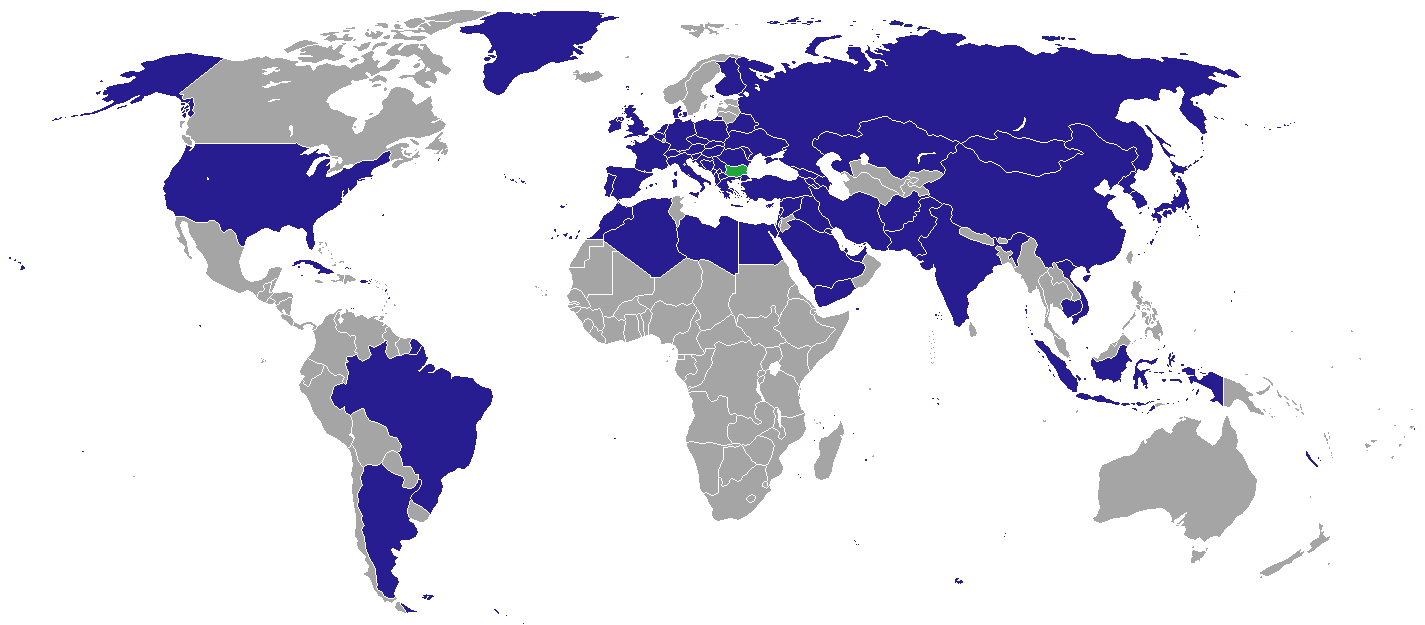
خريطة البعثات الدبلوماسية في بلغاريا

تسرد هذه المقالة البعثات الدبلوماسية الموجودة في بلغاريا. في الوقت الحاضر، تستضيف العاصمة صوفيا 70 سفارة.
هذه القائمة تستثني القنصليات الفخرية.

## البعثات الدبلوماسية فيصوفيا

### السفارات
- أفغانستان
- ألبانيا
- الجزائر
- الأرجنتين
- أرمينيا
- النمسا
- أذربيجان
- بيلاروس
- بلجيكا
- البوسنة والهرسك
- البرازيل
- كمبوديا
- الصين
- كرواتيا
- كوبا
- قبرص
- Czechia
- الدنمارك
- مصر
- فنلندا
- فرنسا
- جورجيا
- ألمانيا
- اليونان
- Holy See
- المجر
- الهند
- إندونيسيا
- إيران
- العراق
- جمهورية أيرلندا
- إسرائيل
- إيطاليا
- اليابان
- كازاخستان
- Kosovo[a]
- الكويت
- لبنان
- ليبيا
- مولدوفا
- منغوليا
- Montenegro
- المغرب
- هولندا
- كوريا الشمالية
- مقدونيا
- باكستان
- فلسطين
- بولندا
- البرتغال
- قطر
- رومانيا
- روسيا
- السعودية
- صربيا
- سلوفاكيا
- سلوفينيا
- جنوب إفريقيا
- South Korea
- Sovereign Military Order of Malta
- إسبانيا
- سويسرا
- سوريا
- تركيا
- أوكرانيا
- الإمارات العربية المتحدة
- المملكة المتحدة
- الولايات المتحدة
- فيتنام
- اليمن

### وظائف أخرى في صوفيا
- الاتحاد الأوروبي (مفوضية)
- نيجيريا (مكتب تنسيق)
- سلطنة عمان (مكتب تمثيل)

## صالة عرض

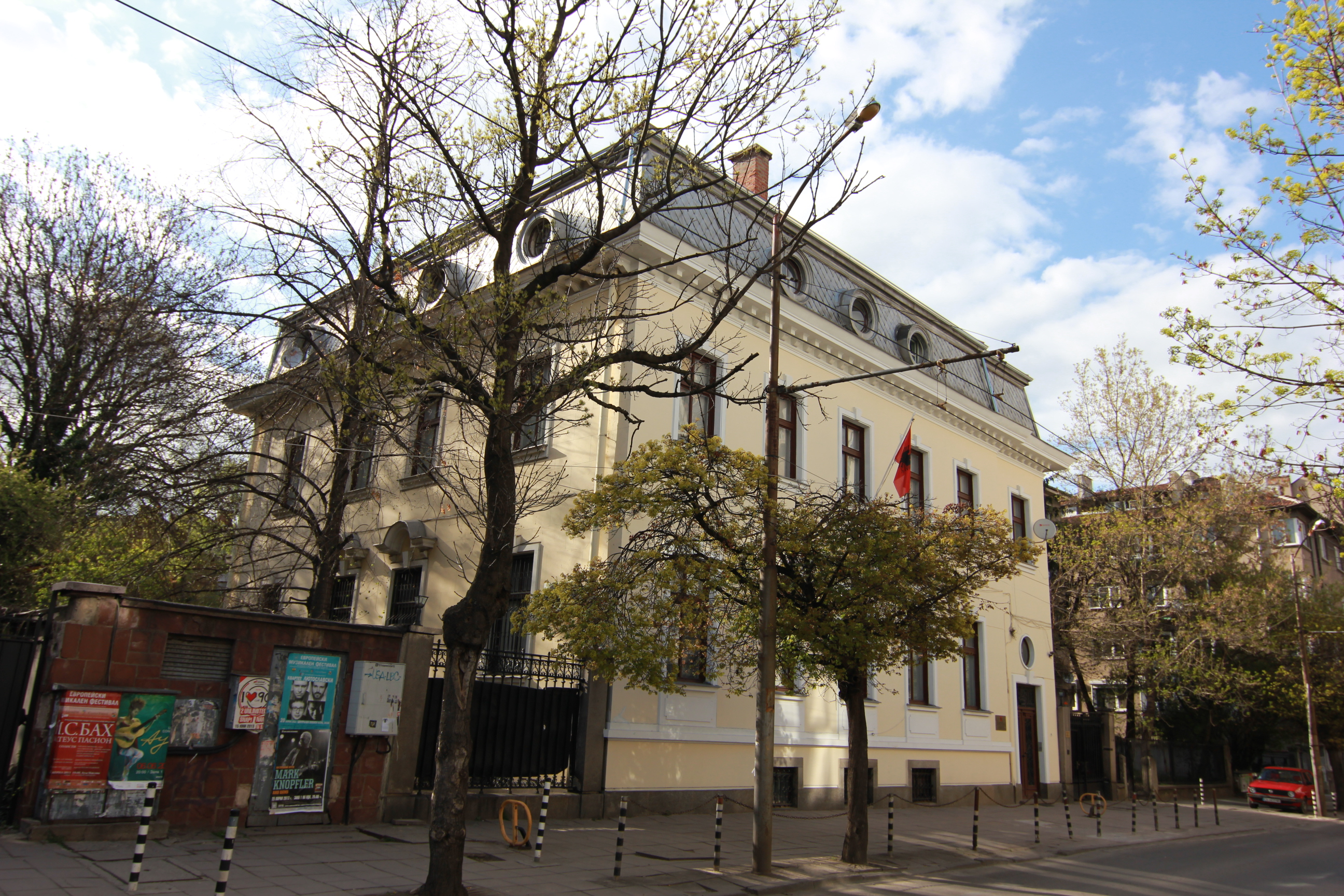
سفارة ألبانيا
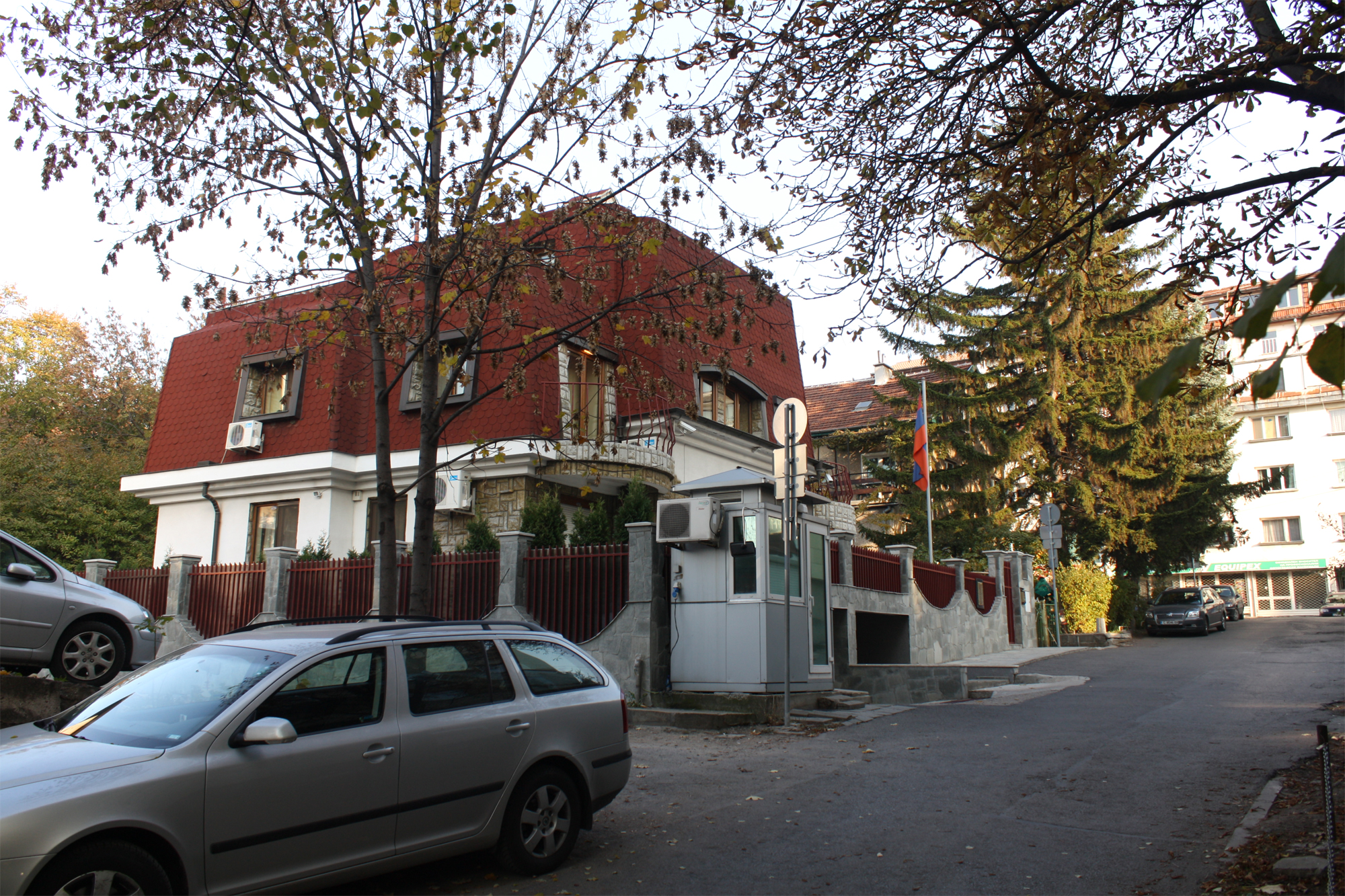
سفارة أرمينيا
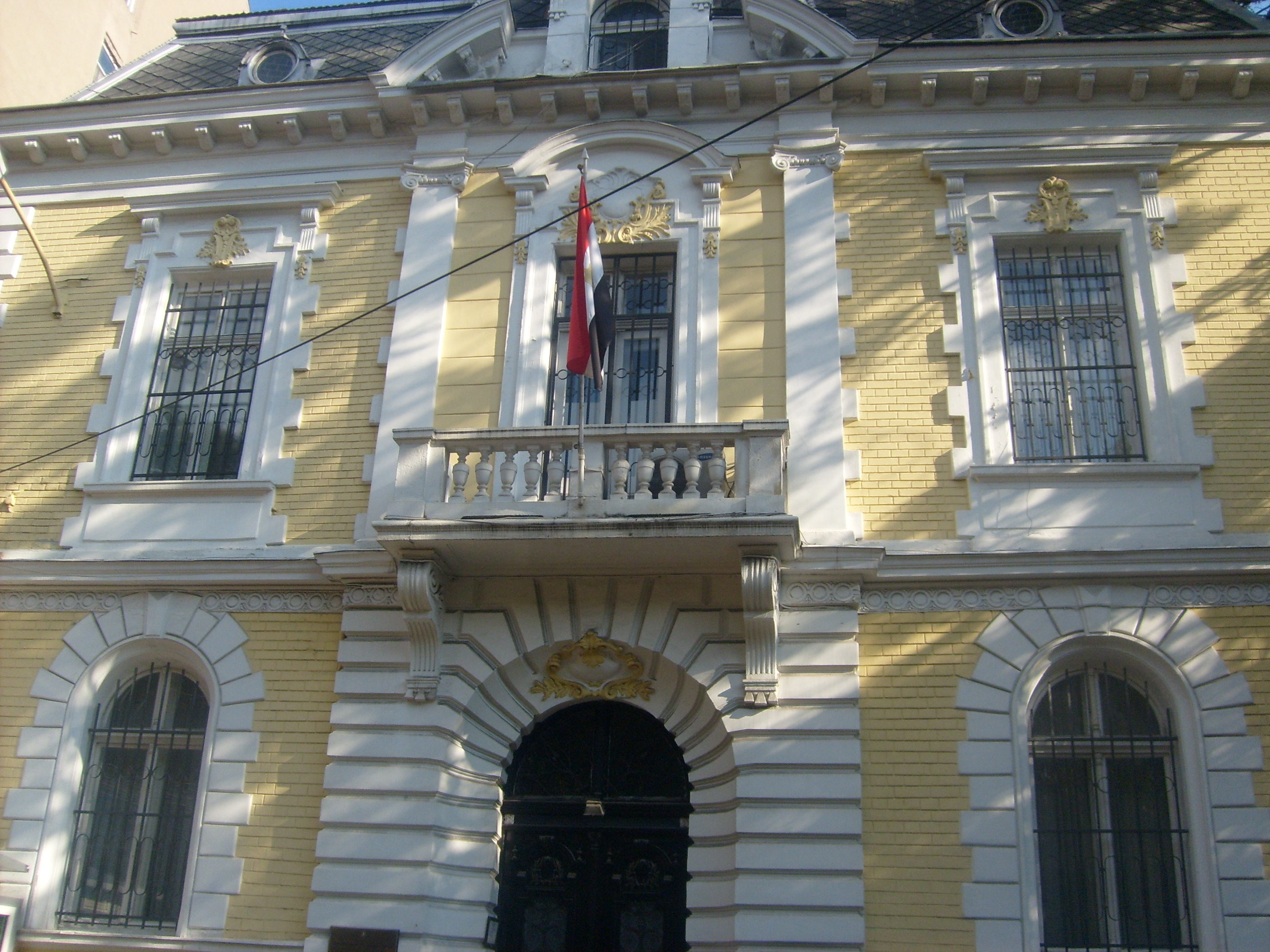
سفارة مصر
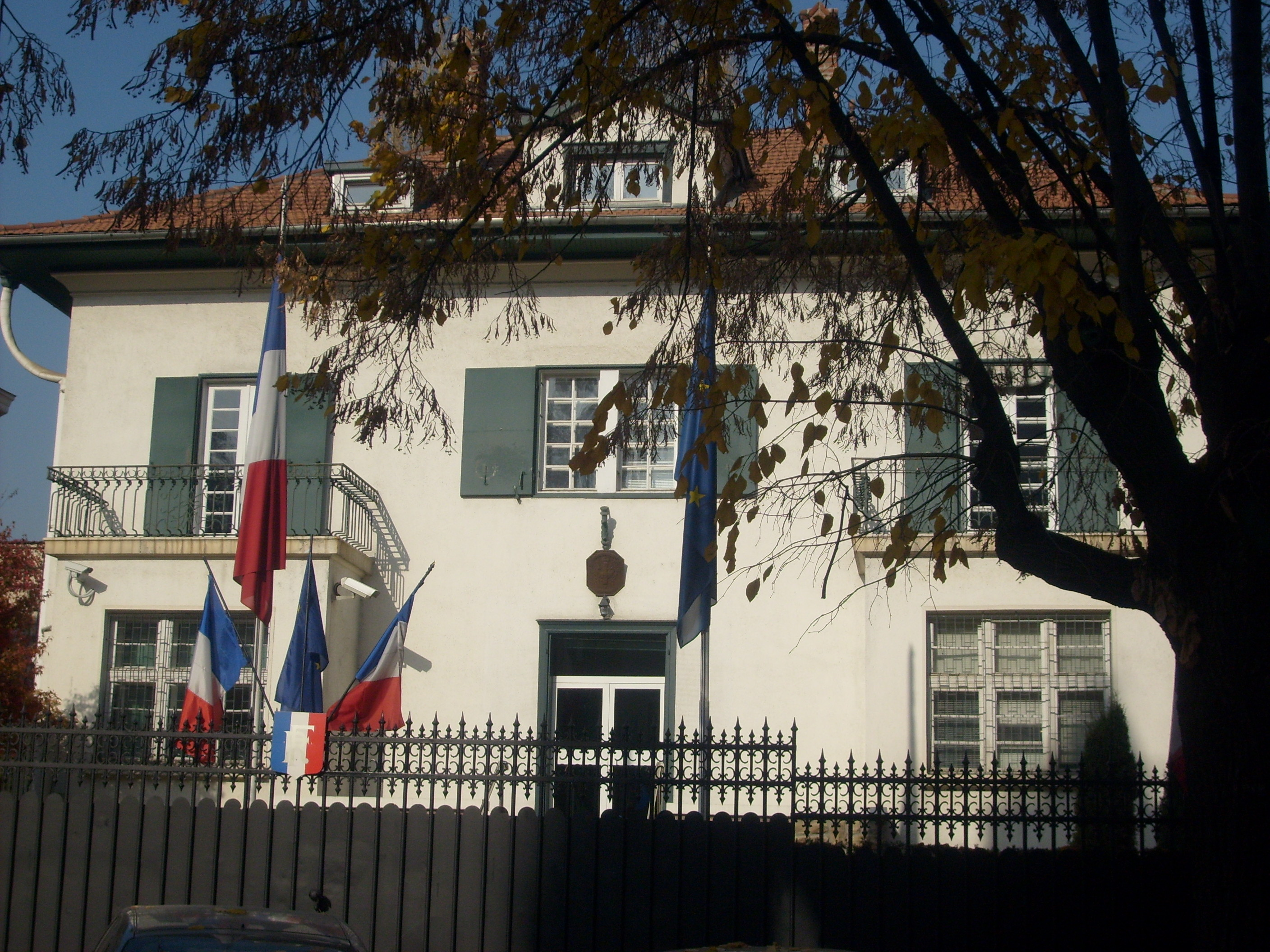
سفارة فرنسا
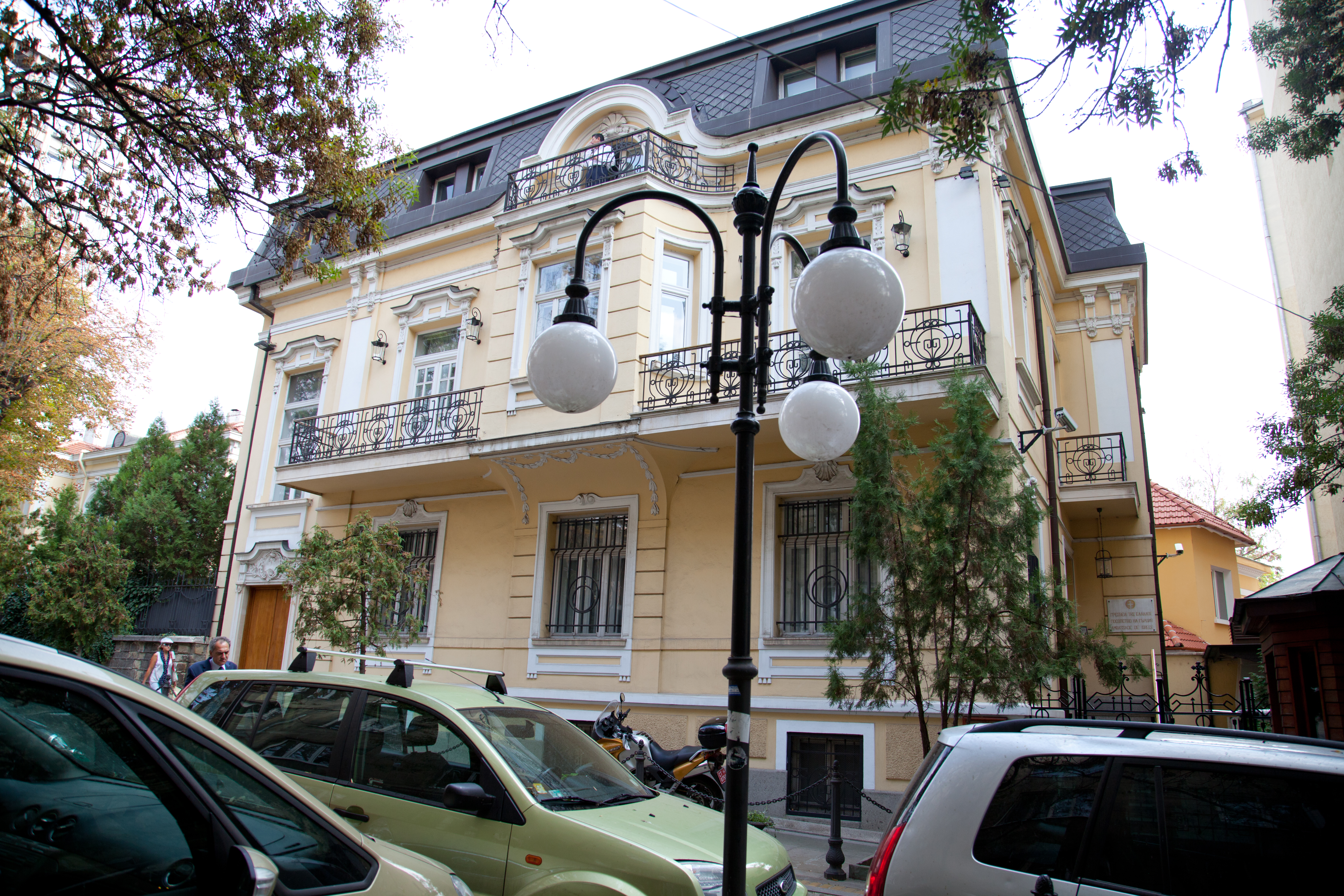
سفارة اليونان
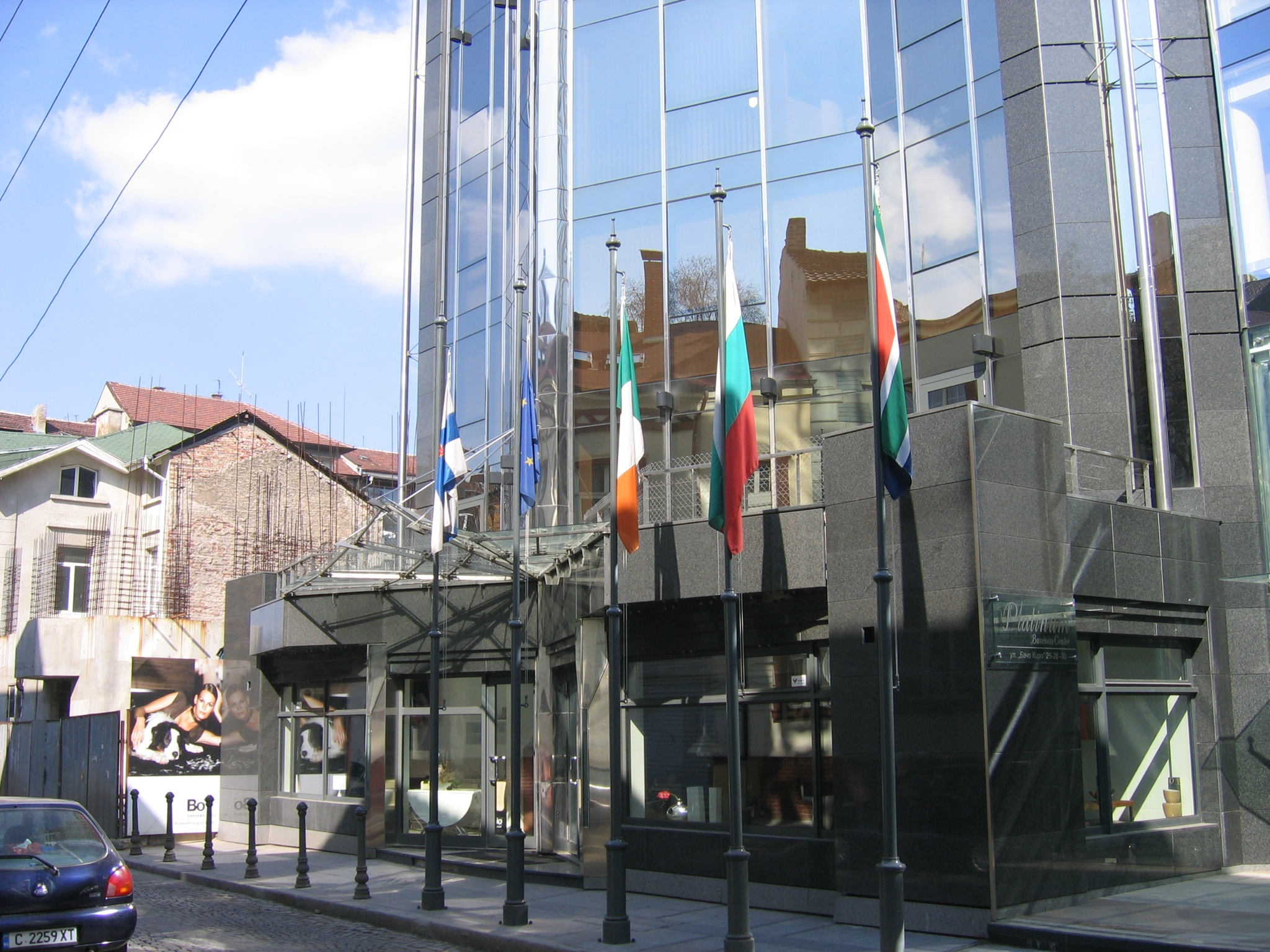
سفارات فنلندا وايرلندا وجنوب افريقيا
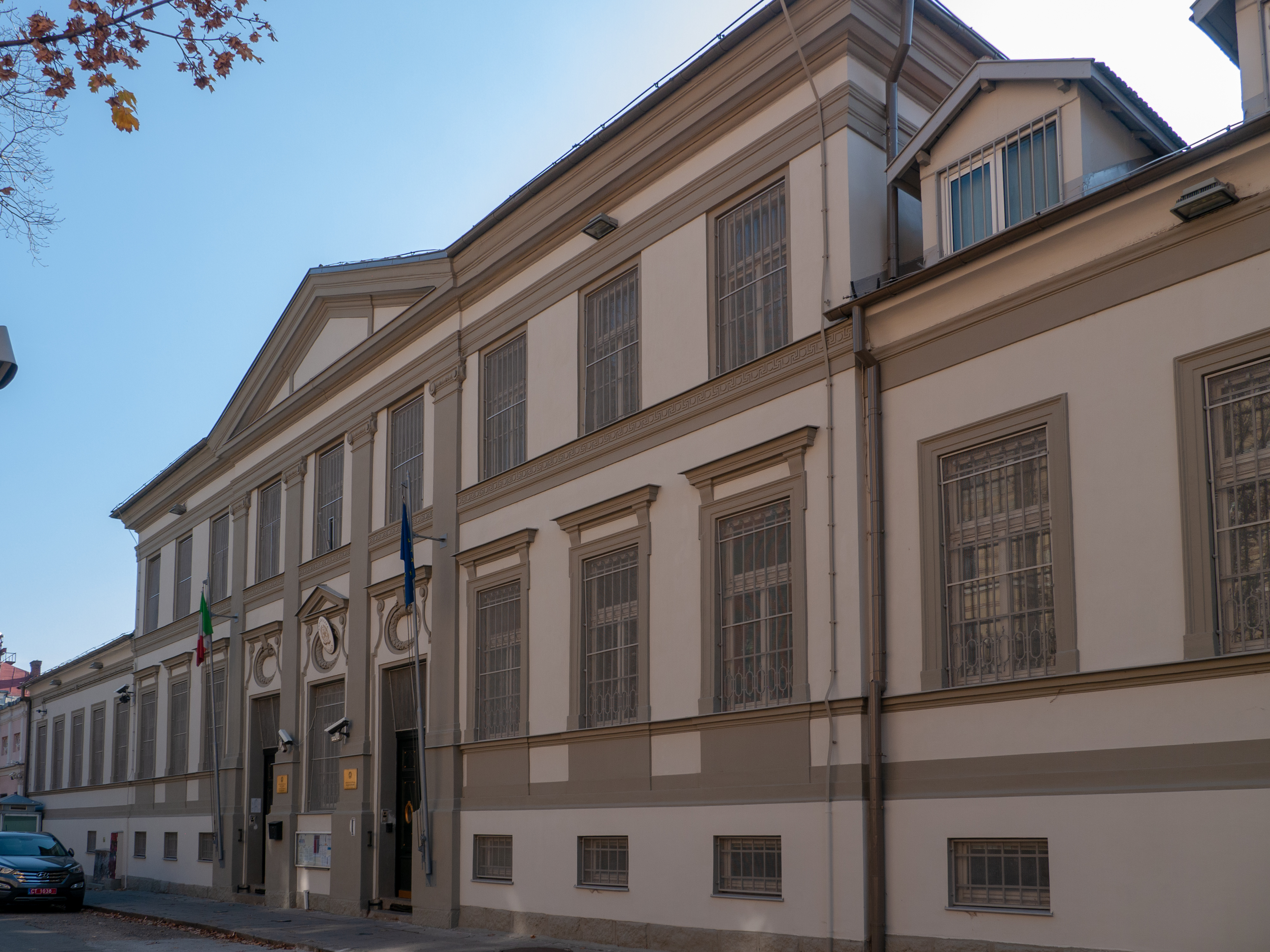
سفارة ايطاليا
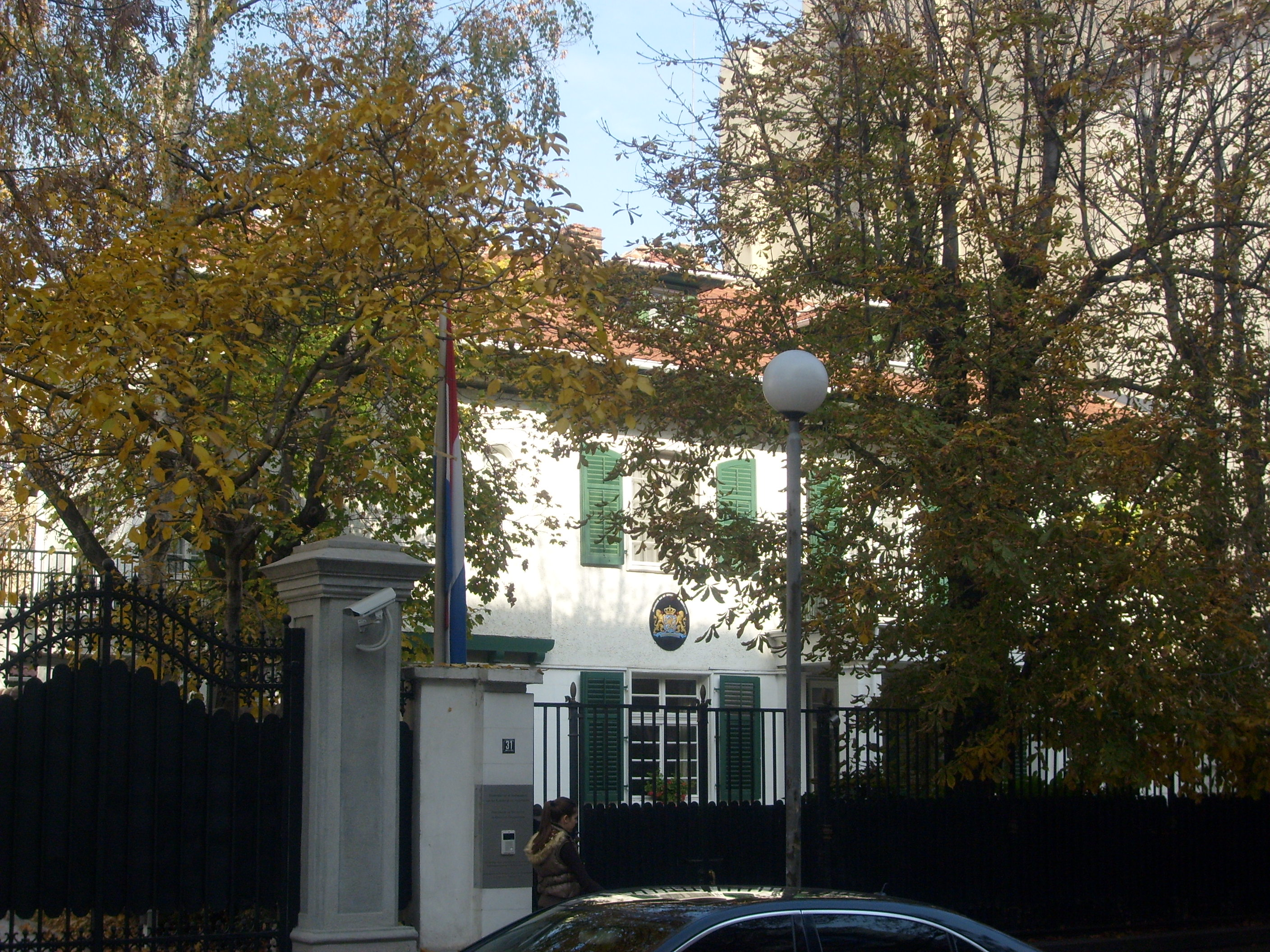
سفارة هولندا
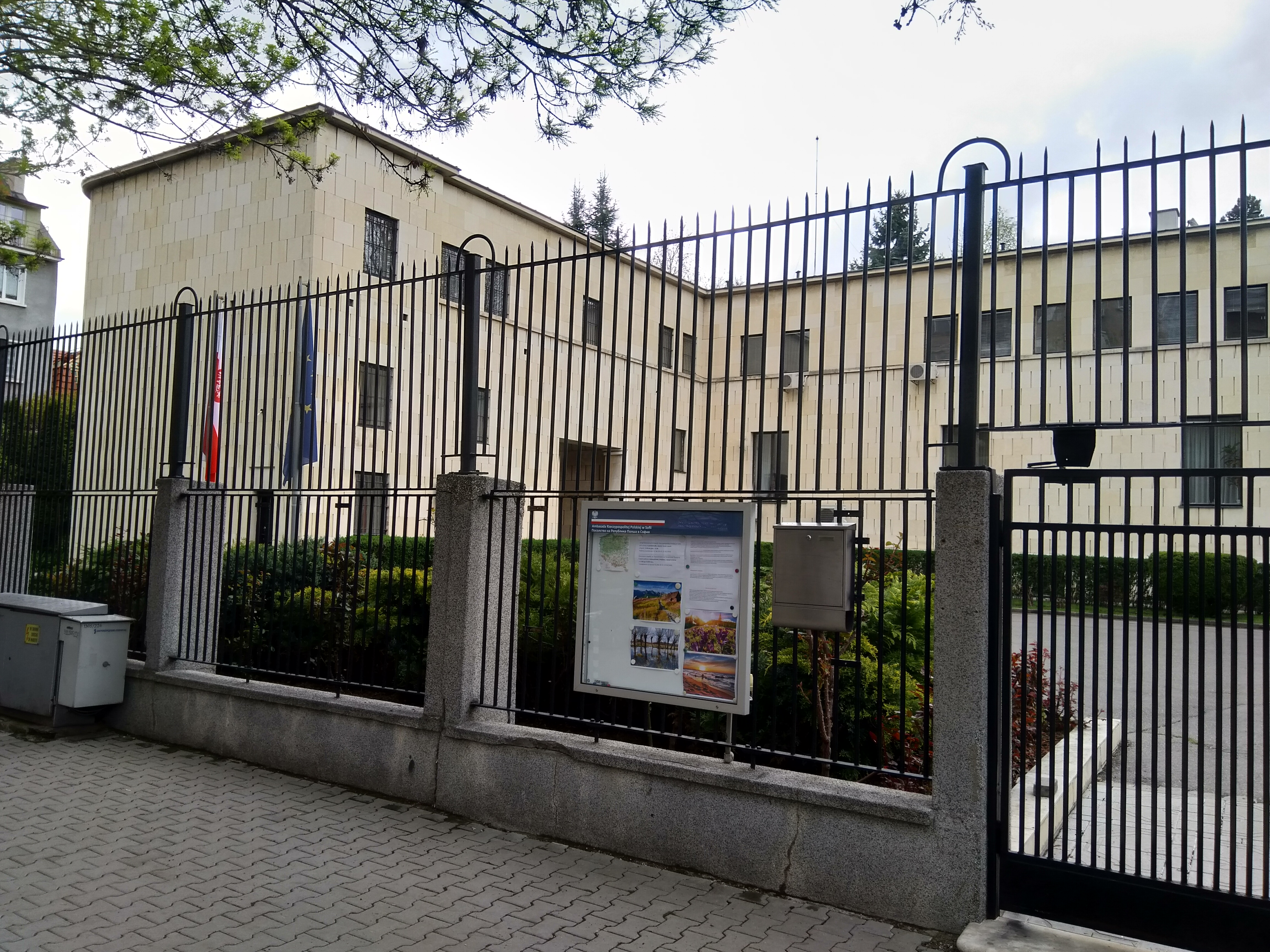
سفارة بولندا
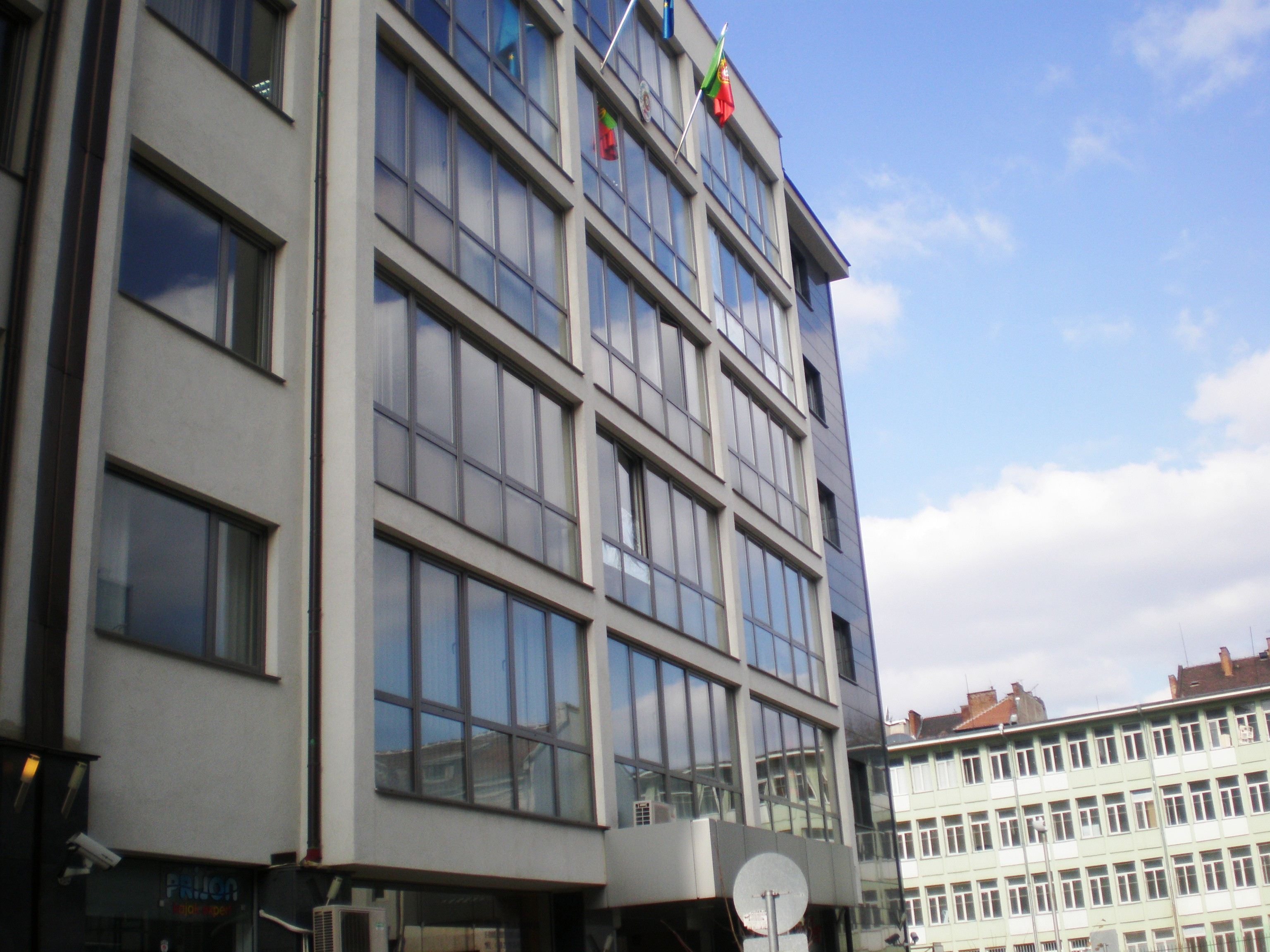
سفارة البرتغال
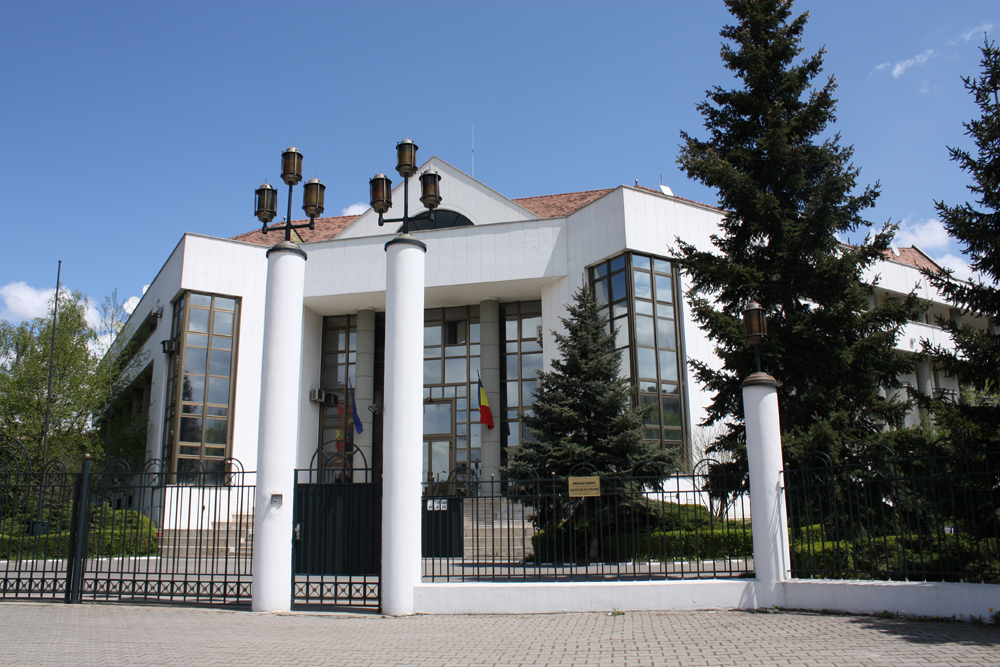
سفارة رومانيا
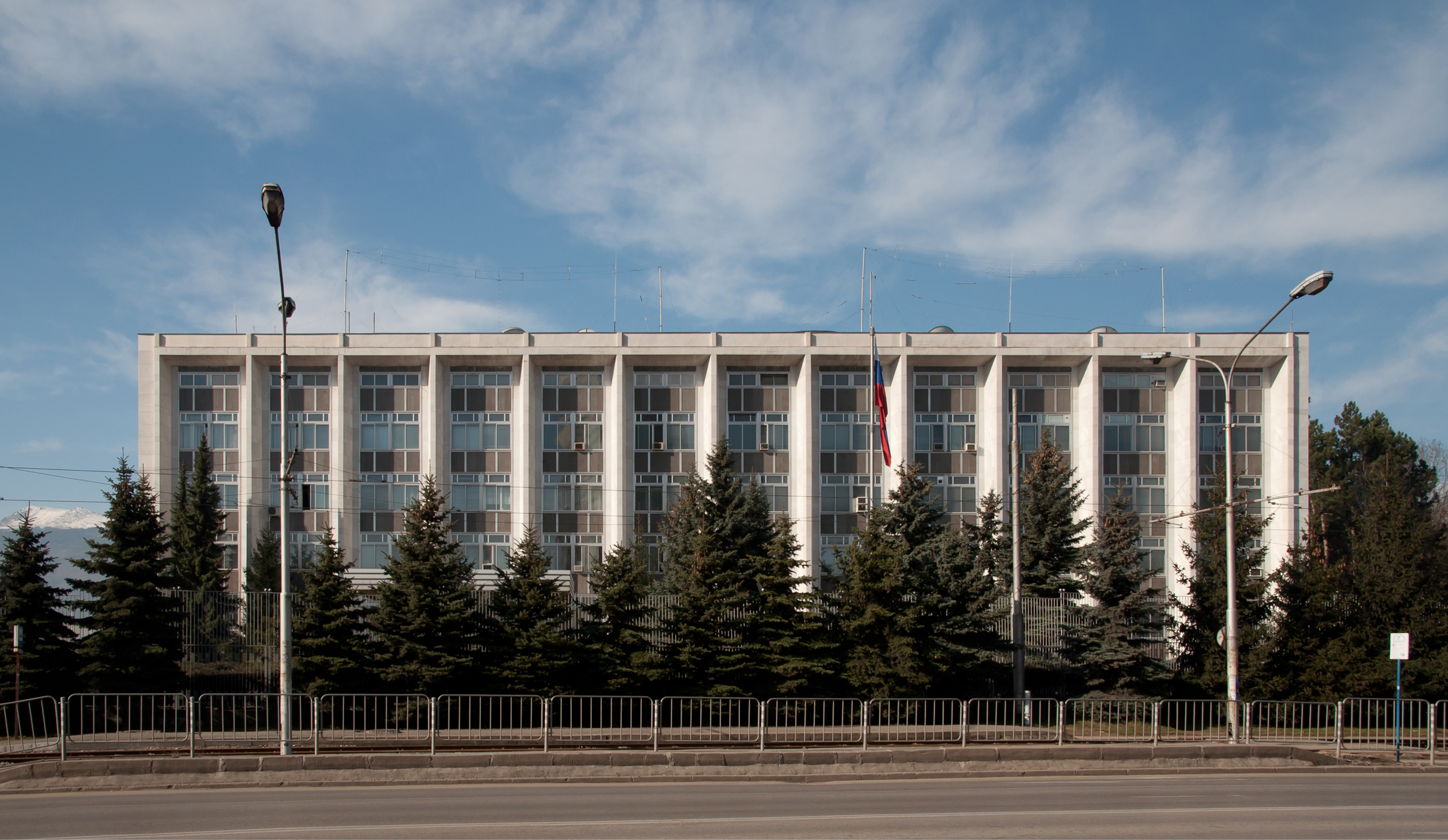
سفارة روسيا
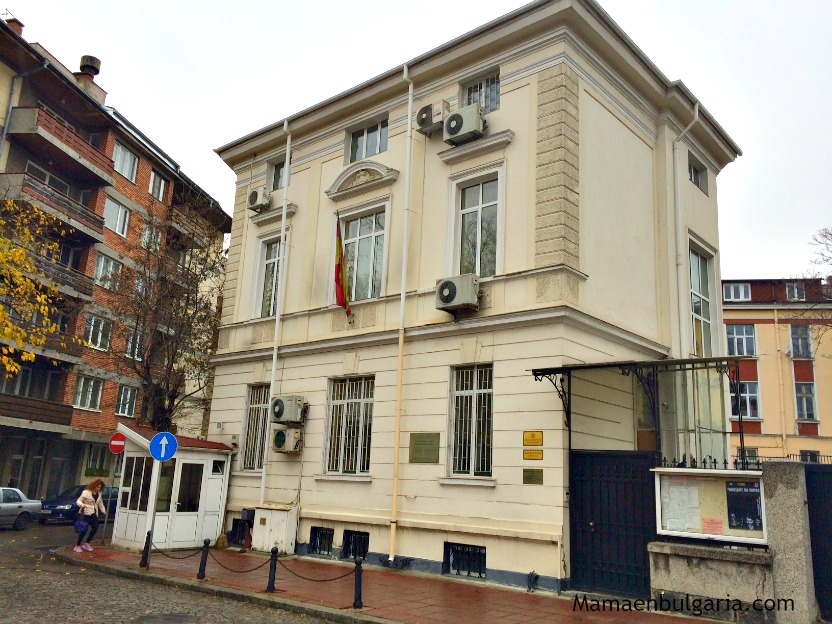
سفارة اسبانيا
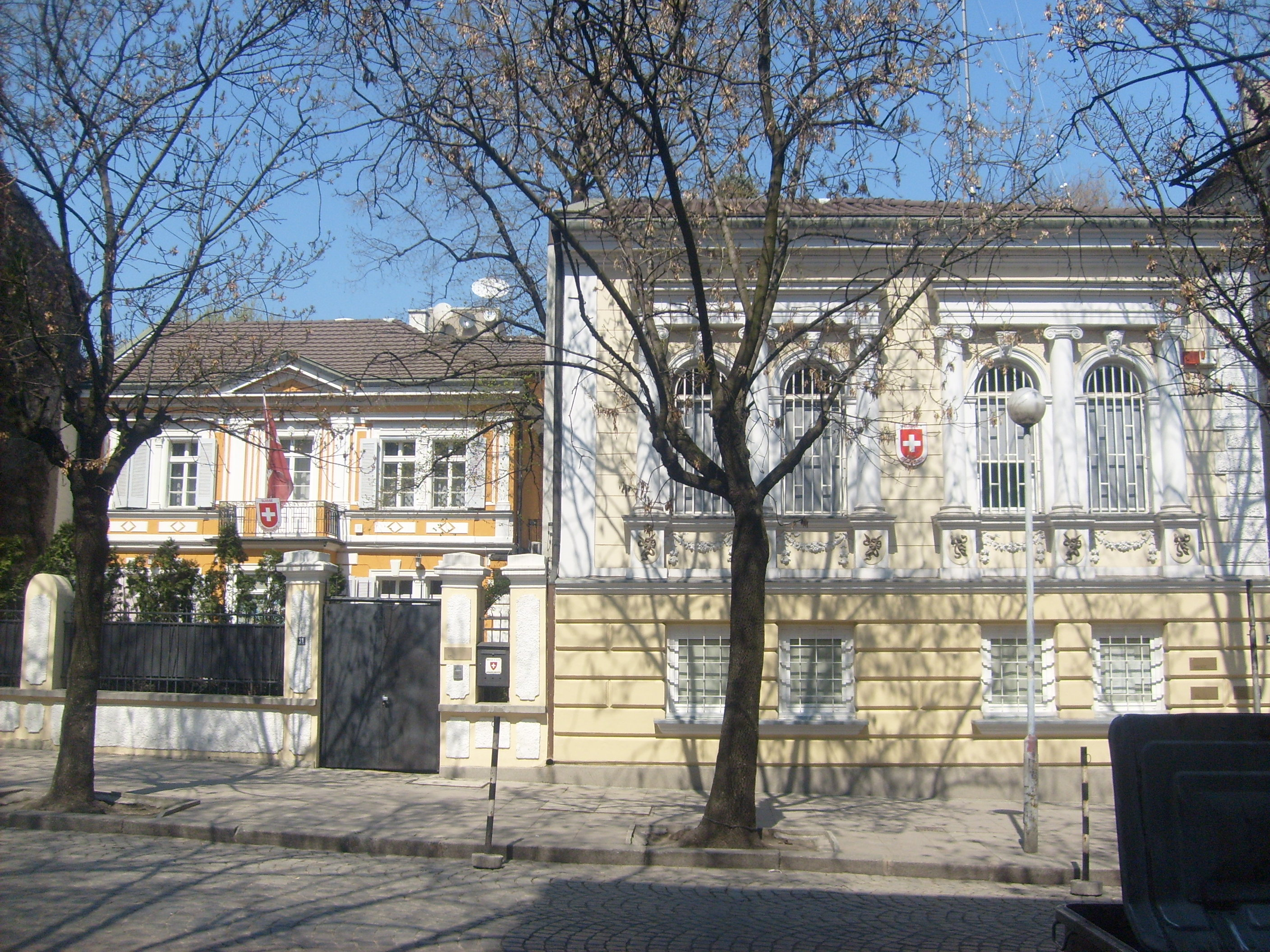
سفارة سويسرا
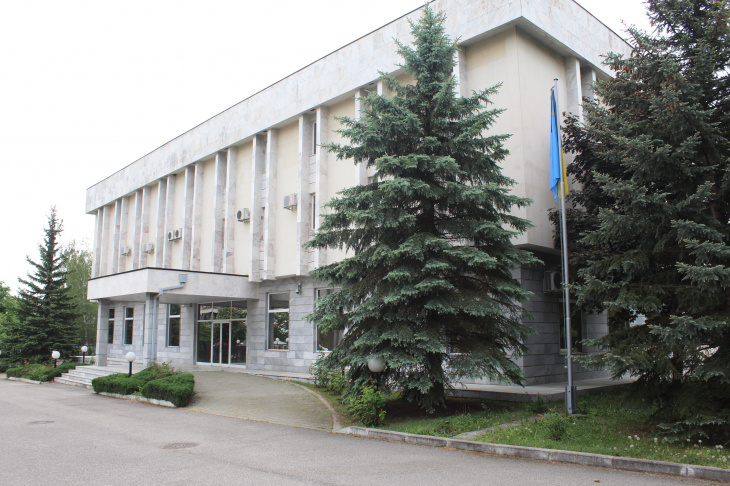
سفارة أوكرانيا
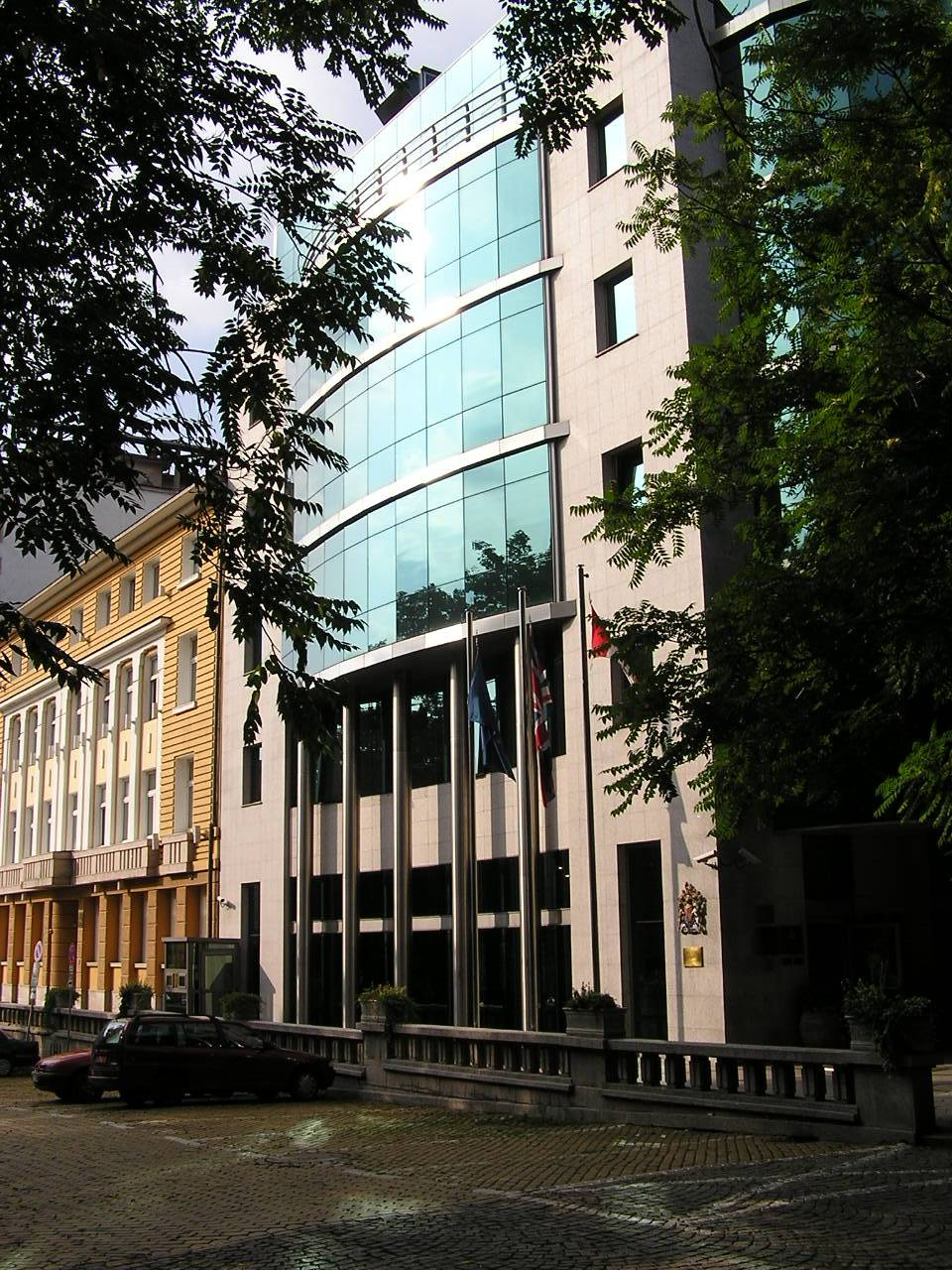
سفارة المملكة المتحدة

## القنصليات العامة / القنصليات

### بورغاس
- تركيا

### بلوفديف
- تركيا

### حيلة
- روسيا

### فارنا
- روسيا

## السفارات غير المقيمة المعتمدة لدى بلغاريا
مقيم في بلغراد ، صربيا :
- أنغولا
- غينيا
- قالب:علم ميانمار
- تونس

مقيم في برلين، ألمانيا :
- البحرين
- كينيا
- موريتانيا
- نيبال[1]
- النيجر
- تنزانيا
- أوغندا

مقيم في بوخارست ، رومانيا :
- كندا
- تشيلي
- إستونيا
- الأردن
- ليتوانيا
- ماليزيا
- نيجيريا
- النرويج
- تايلاند
- الأوروغواي
- فنزويلا

مقيم في موسكو ، روسيا :
- بوروندي
- الكاميرون
- تشاد
- إرتريا
- غينيا بيساو
- مدغشقر
- موزمبيق
- نيبال
- سيراليون
- الصومال
- طاجيكستان
- تركمانستان

مقيم في روما، إيطاليا :
- بوركينا فاسو
- ساحل العاج
- ليسوتو
- نيكاراغوا
- باراغواي

مقيم في فيينا، النمسا:
- جمهورية الدومينيكان
- لاوس
- عُمان
- ناميبيا

مقيم في مدن أخرى:
- أندورا (أندورا لا فيلا)
- أستراليا (أثينا)
- بنغلاديش (انقرة)
- بنين (جنيف)
- جمهورية إفريقيا الوسطى (بروكسل)
- كولومبيا (وارسو)
- الكونغو (براغ)
- الإكوادور (بودابست)
- إثيوبيا (جنيف)
- غانا (أنقرة)
- غواتيمالا (تل أبيب)
- آيسلندا (كوبنهاجن)
- لاتفيا (وارسو)
- مالطا (فاليتا)
- المكسيك (بودابست)
- نيوزيلندا (بروكسل)
- بنما (أثينا)
- بيرو (أثينا)
- الفلبين (بودابست)
- رواندا (لاهاي)
- سان مارينو (سان مارينو)
- سيشل (بروكسل)
- سريلانكا (وارسو)
- السويد (ستوكهولم)
- إسواتيني (لندن)
- أوزبكستان (أنقرة)
- زامبيا (باريس)

## البعثات المغلقة
- كندا
- ليتوانيا
- السودان

| المدينة المضيفة | بلد الإرسال | مستوى المهمة    | انتهى العام | المرجع        |
| --------------- | ----------- | --------------- | ----------- | ------------- |
| صوفيا           | اثيوبيا     | السفارة         | 2012        | [ 2 ]         |
| صوفيا           | المكسيك     | السفارة         | 1989        | [ 3 ]         |
| صوفيا           | النرويج     | السفارة         | 2016        | [ 4 ]         |
| صوفيا           | بيرو        | السفارة         | 2003        | [ 5 ]         |
| صوفيا           | السويد      | السفارة         | 2010        | [ 6 ]         |
| صوفيا           | أوروجواي    | السفارة         | 2002        | [ 7 ]         |
| صوفيا           | فنزويلا     | السفارة         | 2020        | [ 8 ]         |
| بلوفديف         | اليونان     | القنصلية العامة | 2016        | [ 9 ]         |
| فارنا           | بولندا      | القنصلية العامة | 2008        | [ 10 ]        |
| فارنا           | أوكرانيا    | القنصلية العامة | 2014        | [ 11 ] [ 12 ] |

## ملحوظات
| أ. | ^كوسوفو هي موضوع نزاع إقليمي بين جمهورية كوسوفو وجمهورية صربيا. وقد أعلنت جمهورية كوسوفو الاستقلال من جانب واحد في 17 فبراير 2008، ومع ذلك استمرت صربيا في المطالبة كجزء من أراضيها السيادية الخاصة. ثم بدأت الحكومتان في تطبيع العلاقات في عام 2013 كجزء من اتفاقية بروكسل. وقد تم الإعتراف بكوسوفو كدولة مستقلة من قبل 108 عضو من أعضاء الأمم المتحدة من أصل 193 عضو. |

## روابط خارجية
- وزارة الخارجية البلغارية